# Episodi di A.N.T. Farm - Accademia Nuovi Talenti (terza stagione)
La terza stagione della serie televisiva A.N.T. Farm - Accademia Nuovi Talenti è stata trasmessa sul canale statunitense Disney Channel da 31 maggio 2013 al 21 marzo 2014. In Italia è andata in onda dal 13 settembre 2013 al 6 giugno 2014.
In questa stagione Aedin Mincks è entrato a far parte del cast principale, sostituendo Carlon Jeffery che ha ora il ruolo di guest star.
| nº | Titolo originale          | Titolo italiano            | Prima TV USA      | Prima TV Italia   |
| -- | ------------------------- | -------------------------- | ----------------- | ----------------- |
| 1  | trANTsferred              | Il trANTsferimento         | 31 maggio 2013    | 13 settembre 2013 |
| 2  | trANTsferred              | Il trANTsferimento         | 31 maggio 2013    | 13 settembre 2013 |
| 3  | independANTs              | IndipendANTi               | 7 giugno 2013     | 20 settembre 2013 |
| 4  | animal husbANTry          | Animali da mANTenere       | 28 giugno 2013    | 18 ottobre 2013   |
| 5  | secret agANT              | AgiANTe segreto            | 12 luglio 2013    | 27 settembre 2013 |
| 6  | past, presANT, and future | Passato, presANTe e futuro | 26 luglio 2013    | 11 novembre 2013  |
| 7  | angus first movemANT      | La suoneria starnutANTe    | 2 agosto 2013     | 4 ottobre 2013    |
| 8  | unforeseen circumstANTs   | ANTipatie per China        | 9 agosto 2013     | 25 ottobre 2013   |
| 9  | pANTs on fire             | SoltANTo bugie             | 23 agosto 2013    | 4 aprile 2014     |
| 10 | product misplacemANT      | Sfida tra cANTanti         | 20 settembre 2013 | 11 aprile 2014    |
| 11 | uncanny resemblANTs       | La famosa cANTante         | 27 settembre 2013 | 25 aprile 2014    |
| 12 | mutANT farm 3             | MutANTi 3.0                | 4 ottobre 2013    | 26 ottobre 2013   |
| 13 | feature presANTation      | Un film entusiasmANTe      | 18 ottobre 2013   | 2 maggio 2014     |
| 14 | finANTial crisis          | Crisi finANTziaria         | 15 novembre 2013  | 9 maggio 2014     |
| 15 | silANT night              | SANTo Natale               | 6 dicembre 2013   | 16 maggio 2014    |
| 16 | unwANTed                  | Missioni ImportANTi        | 24 gennaio 2014   | 30 maggio 2014    |
| 17 | meANT to be?              | Una prova importANTe       | 28 febbraio 2014  | 6 giugno 2014     |
| 18 | The New York experiANTs   | AvvANTura a New York       | 21 marzo 2014     | 6 giugno 2014     |

## Il trANTsferimento
- Titolo originale: trANTsferred
- Diretto da: Rich Correll
- Scritto da: Dan Signer

### Trama
All'A.N.T. arriva Zoltan Grundy, proprietario della Z-Tech. La preside Skidmore decide di rendere la scuola disastrata in modo che Grundy le faccia una donazione. Ma Zoltan decide di costruire una nuova scuola e fa delle audizioni per selezionare i più meritevoli. Vengono ammessi tutti tranne Chyna. La ragazza, con l'aiuto degli amici Fletcher e Olive riesce a convincere Grundy. Lexi intanto cerca di organizzare una festa, ma i ragazzi nerd si divertono in modo diverso da lei.
- Canzoni presenti: "Stars Alligning" (China Anne McClain)

## IndipendANTi
- Titolo originale: indipendANTs
- Diretto da: Rich Correll
- Scritto da: Stephen Engel

### Trama
Nella Z-Tech, Zoltan Grundy decide che non dovranno esserci regole da rispettare. Olive si oppone a questa vita senza regole e decide di scrivere lei un regolamento, ma Chyna e Fletcher si ribellano, ma anche loro capiscono che hanno bisogno di regole. Per non dare ad Olive la soddisfazione di avere ragione, mettono rimettono in mezzo Dorian Banister, già nominato nella prima stagione. Alla fine viene scoperto che Dorian Banister esiste veramente e questo porta China a dire la verità ad Olive. Zoltan, viste le circostanze, assume qualcuno che controlli i ragazzi. Lexi intanto aiuta Zoltan negli affari entrando in conflitto con Winter.

## Animali da mANTenere
- Titolo originale: animal husbANTry
- Diretto da: Rich Correll
- Scritto da: Vincent Brown

### Trama
Chyna vuole dimostrare a Seth, uno zoologo che è responsabile e può avere un esemplare di puppenoala e allora accudisce tutti i suoi animali. Chyna si affeziona di una gallina ma tramite videochat, Seth le dice di dare a mangiare all'alligatore con la gallina. Fletcher al posto della gallina, dà un'oca a cui Seth era molto affezionato e gli aveva insegnato a comunicare. In quel momento arriva Chris Rock e aiuta i ragazzi a insegnare ad un'altra oca a parlare. Quando torna Seth fanno finta che l'oca parla ma in realtà lui non aveva mai insegnato a parlare l'oca ma a comunicare con i versi. Seth è dispiaciuto ma alla fine si scopre che l'oca non era stata mangiata ma era scappata dall'alligatore. Intanto Paisley va a trovare Lexi ma si trova a lavorare per Zoltan.
- Curiosità: Chris Rock e China Anne McClaine hanno già recitato insieme in Un weekend da bamboccioni.
- Nota: in questo episodio è assente Angus Chestnut.

## AgiANTe segreto
- Titolo originale: secret agANt
- Diretto da: Adam Weissman
- Scritto da: Jeff Hodsden e Tim Pollock

### Trama
Alla nuova accademia arriva un nuovo studente, Dixon. Il suo talento è quello di essere un agente segreto. Chyna se ne innamora subito ma deve fare i conti con Lexi, anche lei attratta da Dixon. Si innescherà tra le due una guerra senza esclusione di colpi, ma alla fine a vincere sarà Olive che le inganna per essere la ragazza di Dixon ma lui la ascolta rivelare il suo piano e lui ha detto che la accetta così manipolatrice. Intanto Fletcher inizia a uscire con Kennedy.

## Passato, presANTe e futuro
- Titolo originale: past, presANT, and future
- Diretto da: Rich Correll
- Scritto da: Jeny Quine

### Trama
Arriva a scuola Zoltan adolescente dal passato ma Zoltan grande con lui, sparisce piano piano insieme alla scuola ma il giovane si rifiuta di tornare indietro senza Chyna. Chyna si decide a andare con lui nel passato per il ballo della scuola. Dopo il ballo, Chyna tenta di tornare ai suoi tempi, ma scopre che la macchina del tempo è rotta. Dopo vari giorni viene dal futura Chyna adulta e si risolve tutto. Nel frattempo Lexi vuole tornare nel passato per correggere una sua foto che ritiene brutta a causa dei suoi capelli scombinati e si scopre che era colpa di Angus.

## La suoneria starnutANTe
- Titolo originale: angus' first movemANT
- Diretto da: Adam Weissman
- Scritto da: Mark Jordan Legan

### Trama
Zoltan chiede a China di creare una nuova suoneria per il nuovo z-phon. China allora gli fa sentire molte suonerie con gli strumenti ma nessuna delle sue suonerie riesce a convincere Zoltan finché non sente lo strano starnuto di Angus che lo fa impazzire. Angus dopo aver creato quella bellissima suoneria comincia a credersi un prodigio della musica e si procura un entourage. Il suo comportamento antipatico fa molto innervosire China che gli dice che dovrebbe creare la nuova suoneria dello nuovo ziphone con altri suoni del corpo. ma Lexi gli dice che è quello che sto facendo la crudele perché così Angus sarebbe stato umiliato del mondo intero. China interviene e salva Angus dal umiliazione. Poi lui china e Lexi dovranno incidere una canzone di nome canzone stupida pet colpa dei loro stranissimi starnuti. Intanto Fletcher fa un indovinello ad Olive che impazzisce perché non lo capisce ma alla fine scopre che non si trattava di quello che pensava lei.

## ANTipatie per China
- Titolo originale: unforeseen circumstANTs
- Diretto da: Rich Correll
- Scritto da: Stephen Engel

### Trama
Kennedy, la fidanzata di Fletcher, non sopporta Chyna perché pensa che gli voglia strappare il fidanzato. Allora Chyna la aiuta a organizzare una festa per Fletcher per fargli capire che non è vero. Intanto Olive prende un brutto voto in matematica e assume Lexi per aiutarla. Lexi le dice che per studiare bene bisogna pulire e ne approfitta per far pulire la sua stanza.

## soltANTo bugie
- Titolo originale: pANTs on fire
- Diretto da: Rich Correll
- Scritto da: Vincent Brown

### Trama
Olive propone a Chyna di andare a conferenze che alla ragazza non interessano, quindi comincia a mentirle per non andarci. Poi per sbaglio mangia un muffin integrale che contiene il siero della verità di Dixon e dice quello che pensa senza volerlo, offendendo più volte Olive. Dopo, mangiando un'insalata, Chyna inghiotte il siero anti-verità, che le fa dire il contrario di quello che pensa e, parlando con il signor Grundy, lo offende, con la conseguenza di venire espulsa. Successivamente, riesce a far capire a Olive quello che sta succedendo e, insieme, spiegano tutto al signor Grundy, che fa restare Chyna nella scuola.
Intanto, Angus scopre di essere imparentato con un membro della famiglia reale del Lussemburgo, che lo sta andando a trovare. Appena Lexi lo scopre, si offre di dare lezioni di bon ton a Angus, in cambio di essere presentata al principe. Quando il cugino di Angus arriva, però, si scopre che in realtà suo padre è il "re" delle esche, poiché possiede un negozio per la pesca. Subito Lexi ne perde tutto l'interesse, ma quando scopre che possiede 100 negozi e un aereo privato, torna a corteggiarlo.

## Sfida fra cANTanti
- Titolo originale: product misplacemANT
- Diretto da: Adam Weissman
- Scritto da: Jeny Quine

### Trama
Zoltan distribuisce agli studenti i nuovi telefoni cellulari della Z-phone. Ma Chyna, durante una gara di karaoke, dimentica il suo smartphone che viene trovato dal signor Hashimoto, concorrente di Zoltan. Hashimoto si rifiuta di restituirlo, perciò Chyna lo sfida ad una gara di karaoke con il telefono in palio.
- Nota: in questo episodio è assente Angus Chestnut.

## La famosa cANTante
- Titolo originale: uncanny resemblANTs
- Diretto da: Jon Rosenbaum
- Scritto da: Cindy Fang

### Trama
Zoltan annuncia a Chyna che il suo nuovo tutore sarà la celebre cantante pop Madame Goo Goo. Ma Chyna scopre ben presto che in realtà Madame Goo Goo è stata ingaggiata da Zoltan per scrivere un pezzo per il suo concerto di beneficenza e lei deve controllare che lo faccia. Lexi nel frattempo scopre con orrore che la sua bellezza non è quantificabile matematicamente.
- Nota: in questo episodio è assente Angus Chestnut.

## MutANTi 3.0
- Titolo originale: mutANT farm 3
- Diretto da: Rich Correll
- Scritto da: Tim Pollock e Jeff Hodsden

### Trama
I mutanti sono tornati e arrivano alla nuova scuola per mutanti ma in realtà è una prigione governata dalla Winter che sfrutta i mutanti per creare acquari da vendere. Loro vogliono fuggire e aprono un portale verso il mondo degli umani e lì incontrano loro però umani. I mutanti si travestono da umani e spediscono i veri umani nel loro mondo. Chyna mutante lo viene a sapere e va nel mondo dei mutanti a salvarli. Alla fine ognuno ritorna nel proprio mondo e la Winter viene catturata perché si scopre che anche lei è una mutante. La prigione si trasforma in una scuola libera dove ogni mutante può fare quello che vuole.
- Note: si tratta di un episodio a tema halloween, il terzo dopo i due della passata stagione. Anche la sigla iniziale ha avuto un restyle grafico a tema.

## Un film entusiasmANTe
- Titolo originale: feature presANTation
- Diretto da: Adam Weissman
- Scritto da: Amanda Steinhoff & Kat Lombard

### Trama
Cameron va a trovare Chyna alla Z-Tech perché deve girare un film per essere ammesso alla scuola di cinematografia e siccome il suo film Horror parla di studentesse vorrebbe girarlo nella scuola di Chyna. Il signor Zoltan però si oppone e non dà il permesso di effettuare riprese all'interno della Z-Tech.

## Crisi finANTziaria
- Titolo originale: finANTial crisis
- Diretto da: Eric Dean Seaton
- Scritto da: Jeff Hodsen and Tim Pollock

### Trama
I nuovi Z-phone 5 cominciano ad esplodere gettando la Z-tech in una grande crisi e costringendo Zoltan a vendere tutto al signor Hashimoto che trasforma la scuola in un hotel. Chyna riesce a scoprire che le esplosioni dei telefoni erano conseguenza di un sabotaggio ordito dallo stesso Hashimoto con l'aiuto di una talpa.

## sANTo Natale
- Titolo originale: silANT night
- Diretto da: Adam Weissman
- Scritto da: Mark Jordan Legan

### Trama
Mentre gli studenti si stanno preparando per andare a casa per le vacanze di Natale, il sistema di sicurezza, innesta il blocco di tutte le uscite dell'edificio. Tutte le comunicazioni con il mondo esterno vengono interrotte... i ragazzi dovranno convincere l'Ologramma che Babbo Natale non è un diabolico intruso.

## Missioni ImportANTi
- Titolo originale: unwANTed
- Diretto da: Jonathan A. Rosenbaumn
- Scritto da: Stephen Engel e Mark Jordan Legan

### Trama
Chyna di nascosto spedisce Dixon a Washington, D.C. per una finta missione di spionaggio, in modo da poter passare più tempo con Olive. Ma il suo piano produce l'effetto contrario perché lui torna con Oksana, una nuova ragazza e scarica Olive. Quest'ultima scoppia allora in una crisi di pianto e Chyna si sente malissimo e prova a consolarla. Nel frattempo, Lexi inganna Fletcher e Angus facendo credere loro di doversi nascondere dalla polizia. In questo modo, lei potrà usare la loro stanza come guardaroba. Alla fine, Olive e Fletcher si ritrovano sulla terrazza, si guardano profondamente e si baciano.

## Una prova importANTe
- Titolo originale: meANT to be?
- Diretto da: Phill Lewis
- Scritto da: Jeny Quine & Vincent Brown

### Trama
Fletcher e Olive decidono di cominciare a frequentarsi. Ma quando Fletcher appare riluttante all'idea di farlo sapere a Chyna, Olive sospetta che a lui piaccia ancora lei. Usando Chyna come esca, Olive organizza un piano per scoprire i veri sentimenti di Fletcher. Nel frattempo, poco ispirata dalle attività extra curriculari offerte dalla scuola, Lexi fonda un club di cheerleader.

## AvvANTura a New York
- Titolo originale: The New York experiANTs
- Diretto da: Stephen Engel
- Scritto da: Dan Signer

### Trama
Zoltan porta i ragazzi a New York per l'apertura del suo nuovo negozio. Fletcher viene scoperto come grande artista da una guida del museo d'arte di New York, e gli viene proposto di rimanere lì e di cambiare tutta la sua vita. Chyna intanto conosce Hudson, un giovane rapper e gli offre un lavoro nel punto vendita.
- Canzoni presenti: "Do Your Own Thing" (China Anne McClain ft. Roshon Fegan)